# Ixora nematopoda
Ixora nematopoda är en måreväxtart som beskrevs av Karl Moritz Schumann. Ixora nematopoda ingår i släktet Ixora och familjen måreväxter. Inga underarter finns listade i Catalogue of Life.